# Euxoa bochus
Euxoa bochus là một loài bướm đêm thuộc họ Noctuidae. Loài này có ở miền tây Bắc Mỹ, from đảo Vancouver, phía nam đến miền nam Utah và miền bắc New Mexico, phía đông đến miền trung Colorado, Wyoming và vùng Cypress Hills of tây nam Saskatchewan. Nó cũng có mặt ở Manitoba và British Columbia.
Sải cánh dài 32–36 mm. Con trưởng thành bay từ tháng 7 đến tháng 10. Có một lứa một năm.